# Луна слева
«Луна слева» — советский немой художественный фильм 1928 года, снятый режиссёром Александром Ивановым.
Премьера фильма состоялась 26 февраля 1929 года. Фильм ныне считается утраченным.

## Сюжет
По одноимённой пьесе В.Билль-Белоцерковского — комедии, написанной в полемике с С. И. Малашкиным по поводу трактовки конфликта между любовью и революционным долгом.
Действие происходит в небольшом городке во время гражданской войны. Председатель ревкома Ковалёв считает, что сейчас не время для личной жизни, надо быть аскетом. Его точку зрения поддерживает профсоюзный деятель Калугин. Председатель увольняет из ревкома машинистку Галю, потому что она ему нравится.
Во время налёта бандитов Ковалёва ранит Манька-бандитка. Ковалёва отправляют в дом отдыха. Туда же едет и Галя. Ковалёв объясняется ей в любви ночью, когда «луна слева» (это хорошая примета). Возвратясь в город, Ковалёв и Галя поселяются вместе.
Манька-бандитка поймана. Галя исчезает, а Ковалёв получает записку с требованием освободить Маньку. Оказывается, что «исчезновение» Гали подстроили друзья Ковалёва, чтобы испытать стойкость его революционного духа.
Ковалёв становится во главе отряда и громит банду.

## В ролях

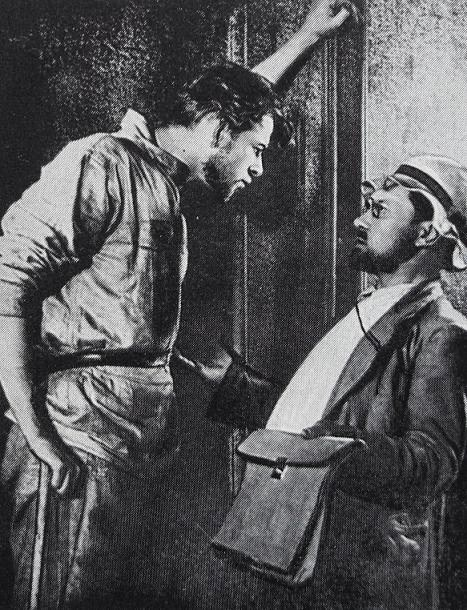
Кадр из фильма «Луна слева» (актёры Н. Черкасов и Б. Чирков)

- Василий Чудаков — Ковалёв, председатель ревкома
- Николай Черкасов — председатель шести комиссий
- Борис Чирков — Орский, завю Наробразом
- Алексей Горюшин — Савва, подпольщик
- Зоя Валевская — Карпинская, машинистка
- Михаил Ломакин — Свищёв, атаман бандитов
- Елена Егорова — Манька, жена атамана
- А. Гризова — Фёдорова, женорганизатор
- Николай Яблоков — эпизод

## Съёмочная группа
- Режиссёр: Александр Иванов
- Сценаристы: Александр Зархи, Иосиф Хейфиц, В. Гранатман и М. Шапиро
- Оператор: Василий Симбирцев

## Критика
Искусствовед Борис Алперс критиковал фильм за то, что в нём «отразилось влияние мещанского кино, хотя и в … скрытой, компромиссной форме», за «уступку обывательским вкусам», обращение «к трафаретным, затасканным сюжетам». По его мнению, «эпоха гражданской войны становится материалом для обветшалых амурных анекдотов сомнительного качества».
Автор книги о режиссёре фильма Леонид Муратов писал, что «даже при чтении режиссёрского сценария и просмотре сохранившихся фотокадров становится наглядной, почти осязаемой стремительная, бурная динамика киноленты, её сюжетных поворотов, её монтажа, её пластики».
Историк кино Пётр Багров писал, что фильм имел «несомненный зрительский успех», но остался почти незамеченым серьёзными критиками. Однако сам  киновед относил картину к числу нестандартных.